# Желатинові вибухові речовини
Желатинові вибухові речовини (ЖВР) (рос. желатинированные взрывчатые вещества, англ. explosives gelatine, gelatine blasting agents; нім. gelatinöse Sprengstoffe m pl) — динаміти та інші вибухові речовини пластичної консистенції, яка досягається за рахунок введення до їх складу колоїдної  бавовни.

## Приклади
- Вибухова желатина (гримучі драглі) — пластична вибухова речовина, призначена для шпурових зарядів.
- Желатин-динаміти — желатиновані нітрогліцеринові ВР, призначені для заряджання шпурів. Мають необхідну пластичність для ущільнення в шпурі і придатні для застосування у обводнених умовах.
- Желатин-донарити — желатиновані аміачно-селітрові ВР, які містять 20-25 % нітроефірів.